# Trama centaureae
Trama centaureae är en insektsart som beskrevs av Carl Julius Bernhard Börner 1940. Trama centaureae ingår i släktet Trama och familjen långrörsbladlöss. Enligt den finländska rödlistan är arten nära hotad i Finland. Artens livsmiljö är torra gräsmarker. Inga underarter finns listade i Catalogue of Life.